# Primo Franchini
Pour les articles homonymes, voir Franchini.
Primo Franchini, né le 30 avril 1941 à Faenza (Émilie-Romagne), est un coureur cycliste italien, professionnel de 1967 à 1970.

## Palmarès
- 1965
  - Gran Premio Comune di Cerreto Guidi
  - 2e de la Coppa 29 Martiri di Figline di Prato
- 1966
  - Coppa Ricami e Confezioni Pistoiesi
  - 2e du Gran Premio La Torre

## Résultats sur les grands tours

### Tour d'Italie
4 participations
- 1967 : abandon
- 1968 : abandon
- 1969 : 65e
- 1970 : 94e